# Добеслав Кезгайлович
Добеслав Кезгайлович (лит. Dobeslovas Kęsgaila; ? — бл. 1460) — литовський боярин з роду Кезгайлів, каштелян віленський (1458—1460).
Представник литовського шляхетського роду Кезгайлів гербу «Задора». Син боярина Кезгайла Волімонтовича і Гелени, брат Яна і Михайла Кезгайловичів.
Вперше в документах згаданий у 1442 року. З 1458 року був віленським каштеляном, про що відомо з тестаменту тодішнього віленського воєводи, Івашка (Яна) Монивидовича.
Відомості про дружину та дітей у джерелах не збереглись.